# 職階制
職階制（しょっかいせい、しょくかいせい）とは、同一の内容の雇用条件を有する同一の職級に属する職位または職について、同一の資格要件を必要とするとともに、かつ当該職位または職に就いている者に対して同一の幅の俸給が支給されるように定められた制度のことである。また、職階ごとに必要な能力が決められているため、昇進あるいは職位の変更ごとに試験が必要となる。

## 日本の公務員の職階制

### 導入の経緯および現状
職階制は、アメリカ合衆国で広く用いられている制度であり、日本の公務員制度においては、第二次世界大戦降伏後に連合国軍最高司令官総司令部 (GHQ/SCAP)の指示 により導入された。
しかしながら、国家公務員・地方公務員ともに実施されていない（アメリカ施政権下の琉球政府において実施されたのみである）。
具体的には、人事院規則六―一（格付の権限及び手続）（昭和二十七年四月一日人事院規則六―一）に「職階制の実施に伴い別に指令で定める日の前日までは、格付、格付の変更又は格付の改訂については、その効力を停止するものとする。」という経過規定（同規則第11条）が設けられ、職階制の実施は事実上凍結され、2009年4月1日には国家公務員法等の一部を改正する法律（平成19年7月6日法律第108号）の施行により廃止され実施されることはなかった。
地方公務員についても、第166回通常国会に、内閣提出法律案として地方公務員法及び地方独立行政法人法の一部を改正する法律案が提出されたが、同法案に対し当時の野党である民主党などが天下りを容認する規定も含まれているなどとして反対し、廃案となった。その後、第186回通常国会において内閣提出法律案の地方公務員法及び地方独立行政法人法の一部を改正する法律案が成立し、2014年（平成26年）5月14日に法律第34号として公布され、2016年（平成28年）4月1日に施行されることにより地方公務員法からも職階制についての規定が消滅した。

### 国家公務員の職階制
国家公務員の職階制については人事院が立案し、国会に提出してその承認を受けなければならないとされていた（国家公務員法第29条第2項、第4項）。また、一般職の職員の給与に関する法律第6条の規定による職務の分類は、これを本条その他の条項に規定された計画であつて、かつ、この法律の要請するところに適合するものとみなし、その改正が人事院によつて勧告され、国会によつて制定されるまで効力をもつものとする（国家公務員法第29条第5項）。そして、職階制を確立し、官職の分類の原則及び職階制の実施について規定する法律として国家公務員の職階制に関する法律が制定されていた。
職階制を実施するにあたつては、人事院は、人事院規則の定めるところにより、職階制の適用されるすべての官職をいずれかの職級に格付しなければならず、一般職に属するすべての官職については、職階制によらない分類をすることはできないとされている（国家公務員法第31条第1項、第32条）。
しかし、職階制に関する規則が停止したまま職位ごとの運用を実施することができず、国家行政組織法及び一般職の職員の給与に関する法律に則り職種・級のみを基準とした暫定的かつ部分的な運用を行っていた。能力等級制の導入に伴い、制度として導入されることなく2009年4月1日に廃止された。

### 地方公務員の職階制
地方公務員については、人事委員会を置く地方公共団体において職階制を採用するものとされ、職階制に関する計画は条例で定め、その計画の実施に関し必要な事項は、その条例に基づき人事委員会規則で定める（地方公務員法第23条第1項 - 第3項）。
職階制に関する計画を実施するに当つては、人事委員会は、職員のすべての職をいずれかの職級に格付しなければならず、職階制を採用する地方公共団体においては、職員の職について、職階制によらない分類をすることができない。但し、この分類は、行政組織の運営その他公の便宜のために、組織上の名称又はその他公の名称を用いることを妨げるものではない（地方公務員法第23条第6項、第8項）。
職階制に関する計画を定め、及び実施するに当つては、国及び他の地方公共団体の職階制に照応するように適当な考慮が払われなければならない（地方公務員法第23条第9条）。なお、人事委員会を置かない地方公共団体については、職務分類制度を導入することは差し支えないとされていた。
地方公務員についても、職階制の実施がされないまま2016年4月1日に廃止された。